# WEWヘビー級王座
WEWヘビー級王座（ダブリュー・イー・ダブリュー・ヘビーきゅうおうざ）は、WEWが管理、認定していた王座。

## 歴史
2002年8月23日、WEWディファ有明大会で行われた初代王座決定戦に勝利した金村キンタローが初代王者になった。
2003年5月5日、WEWの解散により封印。
2006年9月、管理団体がアパッチプロレス軍に移って王座が復活。
2017年2月、管理団体がプロレスリングA-TEAMに移った。

## 歴代王者
| 歴代   | 選手                      | 戴冠回数 | 防衛回数 | 獲得日付       | 獲得場所 （対戦相手・その他）          |
| ------ | ------------------------- | -------- | -------- | -------------- | -------------------------------------- |
| 初代   | 金村キンタロー            | 1        | 2        | 2002年8月23日  | ディファ有明 黒田哲広 2003年5月5日封印 |
| 第2代  | 真壁刀義                  | 1        | 4        | 2006年9月24日  | 後楽園ホール 金村キンタロー            |
| 第3代  | 金村キンタロー            | 2        | 0        | 2007年6月24日  | 後楽園ホール                           |
| 第4代  | 矢野通                    | 1        | 0        | 2007年7月29日  | 後楽園ホール                           |
| 第5代  | マンモス佐々木            | 1        | 5        | 2007年9月23日  | 後楽園ホール                           |
| 第6代  | 石井智宏                  | 1        | 2        | 2008年7月12日  | 新宿FACE                               |
| 第7代  | 金村キンタロー            | 3        | 0        | 2011年2月26日  | 新木場1stRING                          |
| 第8代  | 嵐                        | 1        | 5        | 2011年5月27日  | 新木場1stRING                          |
| 第9代  | 黒田哲広                  | 1        | 1        | 2012年4月26日  | 新木場1stRING 2012年7月25日返上        |
| 第10代 | 黒田哲広                  | 2        | 4        | 2012年9月25日  | 新木場1stRING 南野タケシ               |
| 第11代 | 金村キンタロー            | 4        | 2        | 2013年9月1日   | 東京スポーツ文化館                     |
| 第12代 | 橋本友彦                  | 1        | 0        | 2015年11月15日 | 平野区民センター                       |
| 第13代 | 金本浩二                  | 1        | 2        | 2016年2月21日  | 大阪沖縄会館                           |
| 第14代 | 金村キンタロー            | 5        | 0        | 2016年12月25日 | 新木場1stRING 2016年12月27日返上       |
| 第15代 | 下田大作                  | 1        | 0        | 2018年4月13日  | 北沢タウンホール ザ・ブルーシャーク    |
| 第16代 | キム･ドク                 | 1        | 1        | 2018年6月10日  | シアター1010ミニシアター               |
| 第17代 | 下田大作                  | 2        | 3        | 2019年1月19日  | BASEMENT MONSTAR                       |
| 第18代 | 牙城                      | 1        | 0        | 2019年10月20日 | 東京芸術センターホワイトスタジオ       |
| 第19代 | 橋本友彦                  | 2        | 0        | 2019年12月15日 | 東京芸術センターホワイトスタジオ       |
| 第20代 | スーパータイガー（2代目） | 1        | 5        | 2020年11月22日 | 東京芸術センターホワイトスタジオ       |
| 第21代 | 橋本友彦                  | 3        | 0        | 2022年7月31日  | 新木場1stRING                          |
| 第22代 | ディラン・ジェイムス      | 1        | 2        | 2022年10月23日 | BASEMENT MONSTAR                       |